# Granville (Vermont)
Granville és una població dels Estats Units a l'estat de Vermont. Segons el cens del 2000 tenia 303 habitants.

## Demografia
Segons el cens del 2000, Granville tenia 303 habitants, 127 habitatges, i 81 famílies. La densitat de població era de 2,2 habitants per km².
Dels 127 habitatges en un 33,1% hi vivien nens de menys de 18 anys, en un 46,5% hi vivien parelles casades, en un 11,8% dones solteres, i en un 36,2% no eren unitats familiars. En el 28,3% dels habitatges hi vivien persones soles el 4,7% de les quals corresponia a persones de 65 anys o més que vivien soles. El nombre mitjà de persones vivint en cada habitatge era de 2,39 i el nombre mitjà de persones que vivien en cada família era de 2,83.
Per edats la població es repartia de la següent manera: un 24,4% tenia menys de 18 anys, un 5,9% entre 18 i 24, un 34,7% entre 25 i 44, un 23,4% de 45 a 60 i un 11,6% 65 anys o més.
L'edat mediana era de 38 anys. Per cada 100 dones de 18 o més anys hi havia 106,3 homes.
La renda mediana per habitatge era de 32.679 $ i la renda mediana per família de 31.750 $. Els homes tenien una renda mediana de 25.227 $ mentre que les dones 25.179 $. La renda per capita de la població era de 14.453 $. Entorn del 8,7% de les famílies i l'11,5% de la població estaven per davall del llindar de pobresa.